# Rho Ophiuchi
Désignations
ρ Oph A : HR 6112, HD 147933, SAO 184382

Rho Ophiuchi (ρ Ophiuchi / ρ Oph) est une étoile multiple de la constellation d'Ophiuchus. Sa magnitude apparente est de 4,63. Ses deux étoiles centrales présentent une parallaxe de 9,03 mas, ce qui permet d'en déduire qu'elles sont distantes d'environ ∼ 360 a.l. (∼ 110 pc) de la Terre. Les autres étoiles du système sont un peu plus lointaines.

## Système
La paire centrale est connue comme Rho Ophiuchi AB. Elle consiste en au moins deux étoiles bleutées sous-géantes ou sur la séquence principale, désignées Rho Ophiuchi A et B, respectivement. Rho Ophiuchi AB est une binaire visuelle, et la distance angulaire projetée entre les deux étoiles dans le ciel est de 3,1″, ce qui correspond à une séparation d'au moins 344 ua. Cependant, leur séparation réelle est plus importante et il faut environ 2 400 ans pour que les deux étoiles complètent une orbite.
Un certain nombre d'autres étoiles sont localisées dans le voisinage proche de Rho Ophiuchi AB. HD 147932, également désignée Rho Ophiuchi C, est distante de 2,5 minutes d'arc (soit au moins 17 000 ua). HD 147888, ou Rho Ophiuchi DE, est quant à elle localisée à 2,82 minutes d'arc (soit au moins 19 000 ua). Rho Ophiuchi C et DE sont toutes deux des étoiles bleu-blanc de la séquence principale, et Rho Ophiuchi DE est elle-même une autre binaire (d'où sa désignation « DE ») avec une période d'environ 680 ans.

## Complexe nébuleux

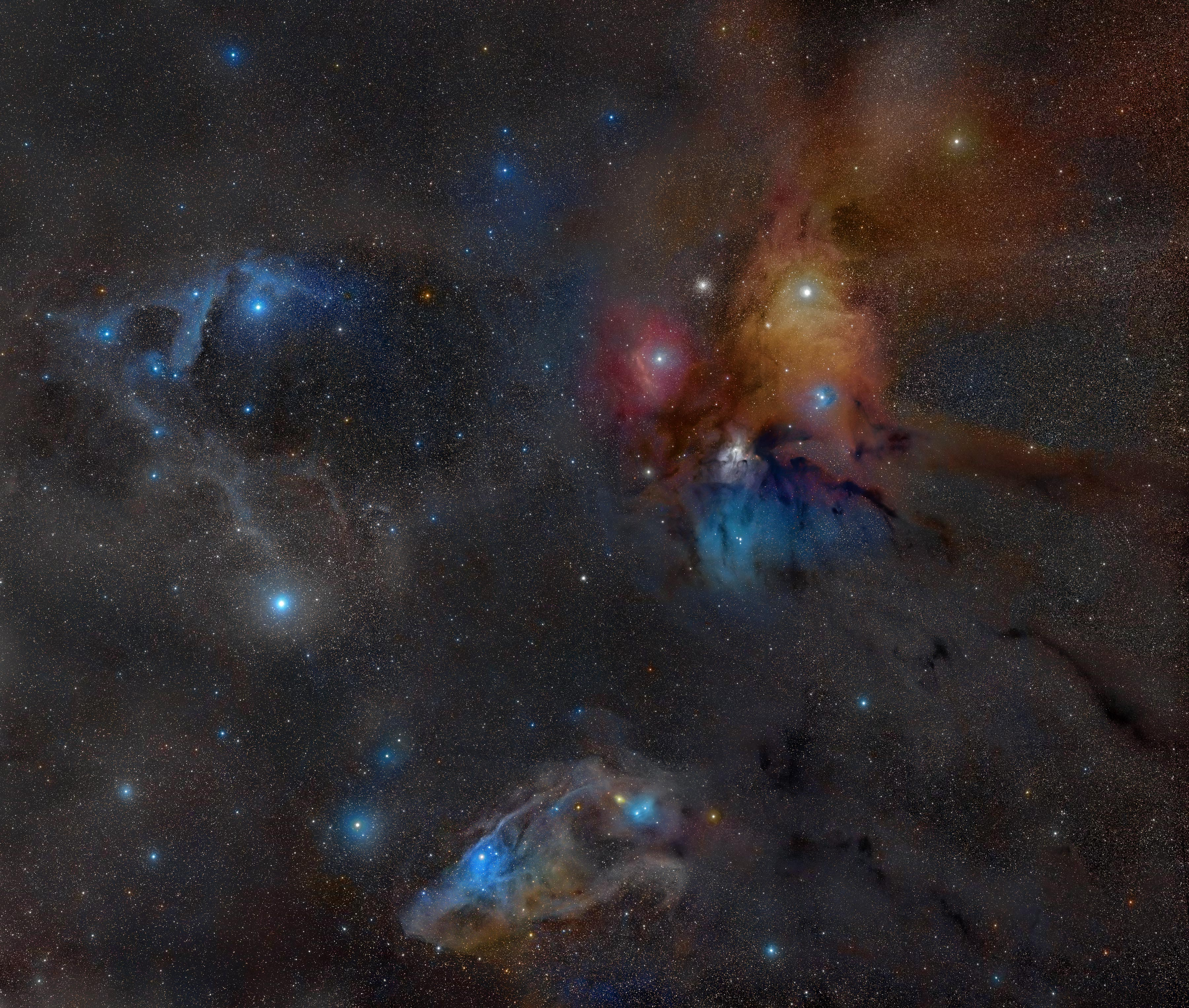
Région de ρ Ophiuchi (le nord est en bas) : Antarès est l'étoile jaune brillante, σ Scorpii l'étoile dans la nébulosité rougeâtre, et M4 l'amas globulaire brillant entre les deux. ρ Ophiuchi est la paire rapprochée dans la nébulosité bleutée vers le centre de l'image.

Rho Ophiuchi a donné son nom au nuage de Rho Ophiuchi. C'est une nébuleuse faite de gaz et de poussières, au sein de laquelle le système de Rho Ophiuchi est compris. C'est l'une des régions de formation stellaire les plus faciles à observer, visible des deux hémisphères, et c'est également l'une des plus proches du système solaire.
L'extinction interstellaire (AV) de Rho Ophiuchi a été mesurée à 1,45 magnitude. En d'autres termes, les gaz et poussières qui sont situées devant Rho Ophiuchi absorbent la lumière émise par le système, si bien qu'il apparaît 1,45 magnitude plus faible ce que qu'il devrait être. De plus, les gaz et poussières dispersent plus les longueurs d'onde de plus grande fréquence, si bien que la lumière du système apparaît rougie. Le rougissement interstellaire (EB−V) de Rho Ophiuchi a été mesuré être de 0,47 magnitude.